# Louisiana Purchase Exposition
Die Louisiana Purchase Exposition (informell auch als The Saint Louis World’s Fair bekannt) war eine Weltausstellung, die vom 30. April bis 1. Dezember 1904 in St. Louis im amerikanischen Bundesstaat Missouri stattfand. Die Ausstellungsfläche im Forest Park betrug 515 Hektar. Die Ausstellung wurde – mit einem Jahr Verspätung – zur Feier des 100. Jubiläums des Louisiana Purchase von 1803, also des Verkaufs der französischen Kolonie Louisiana an die Vereinigten Staaten, organisiert. Im Rahmen der Weltausstellung wurden auch die Olympischen Sommerspiele 1904 ausgetragen, die jedoch kaum Beachtung fanden. Insgesamt besuchten 19,7 Millionen Menschen die Ausstellung.

## Ablauf

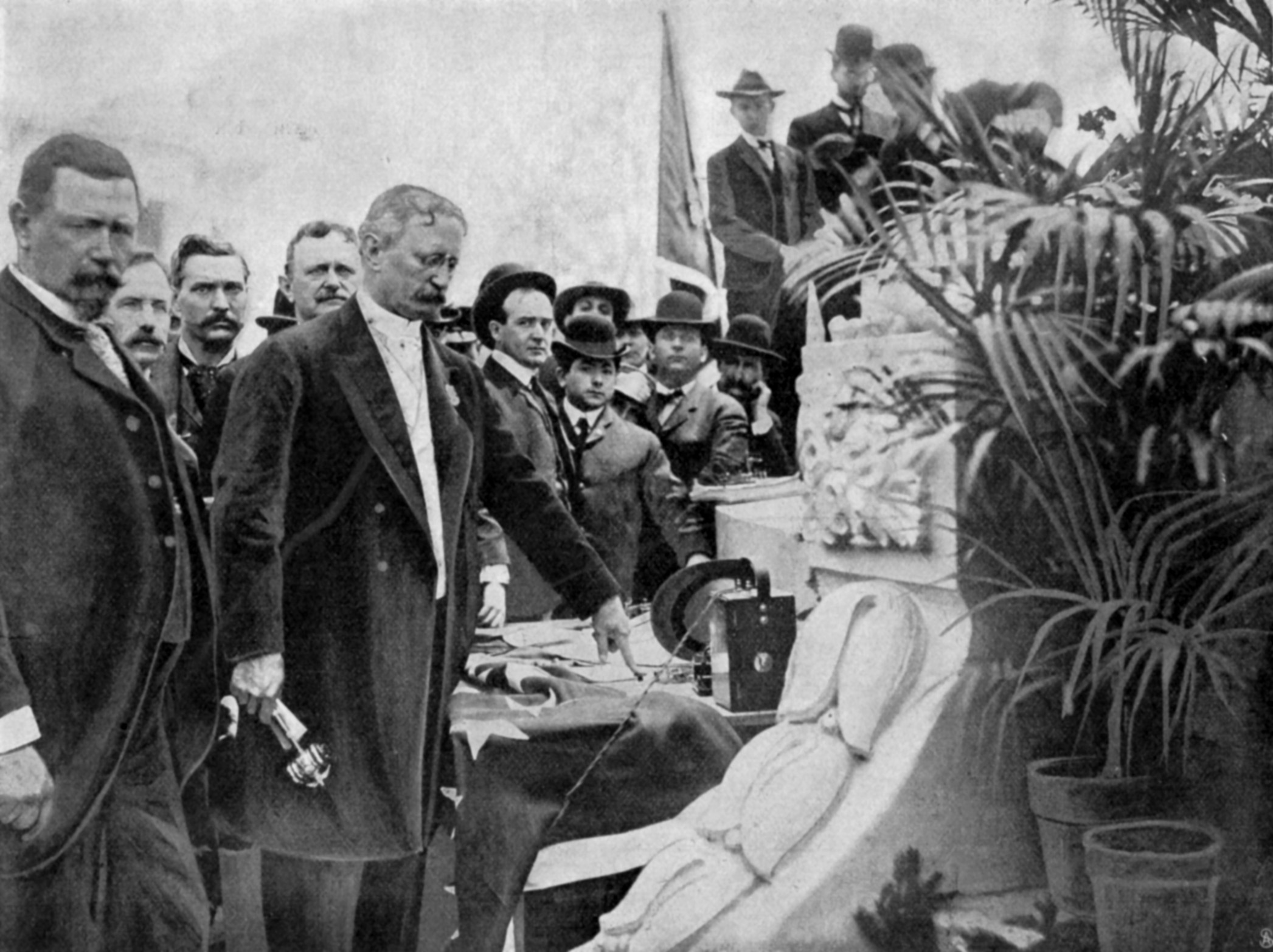
Francis bei der Auslösung des Funksignals an Theodore Roosevelt; in der Hand den goldenen Schlüssel der Ausstellung

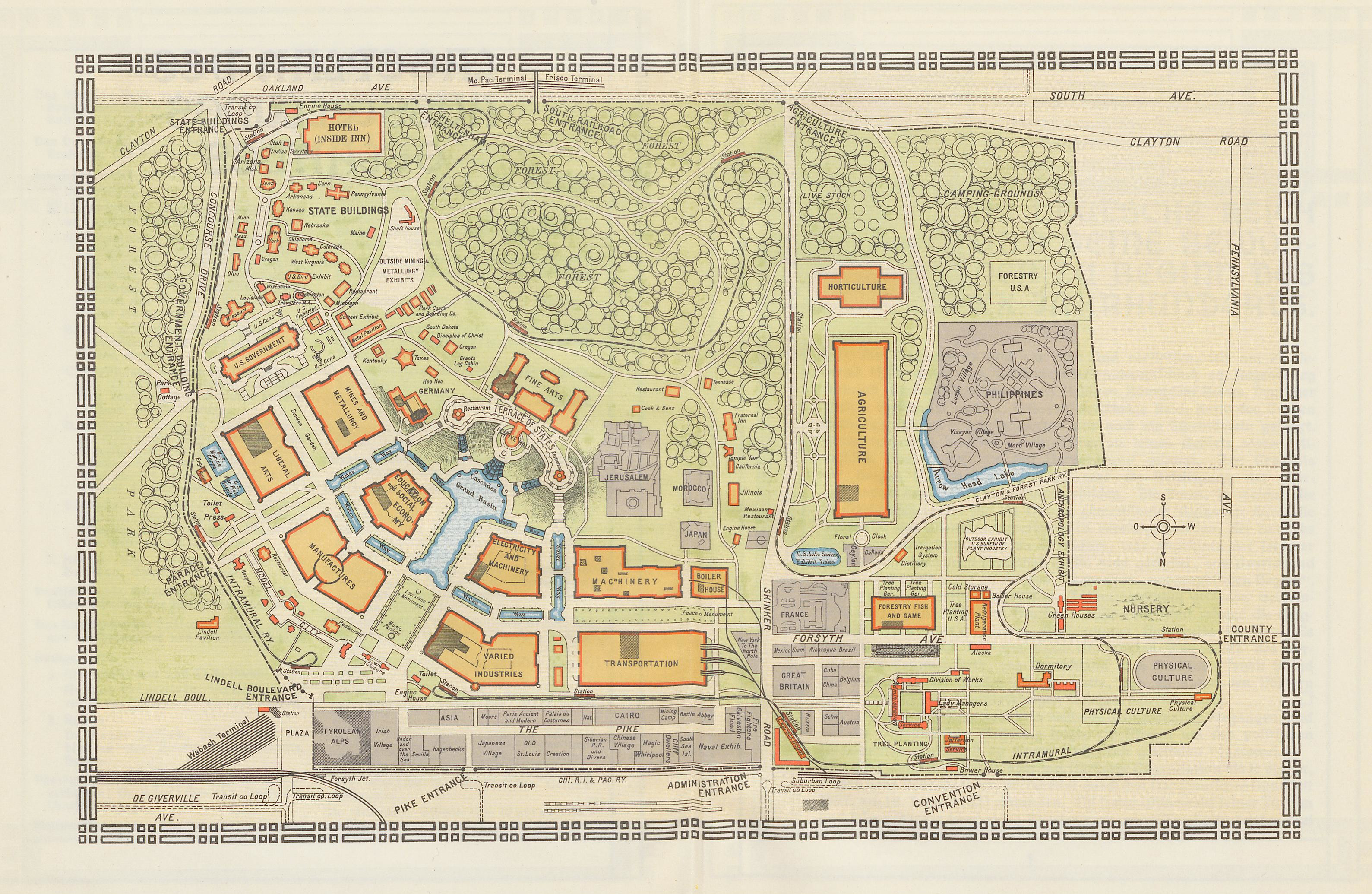
Karte des Ausstellungsgeländes

1896 hatte Gouverneur David Francis der Vereinigung der Geschäftsleute von St. Louis vorgeschlagen, den 100. Jahrestag des Louisiana Purchase mit einer großen internationalen Ausstellung zu feiern. 1897 bildeten sich Arbeitsgruppen und im Januar 1899 wurde ein Vorbereitungskomitee gegründet. Im März 1901 bewilligte der Senat der Vereinigten Staaten einen finanziellen Beitrag von fünf Millionen Dollar, die Stadt St. Louis leistete die gleiche Summe. Die Bauarbeiten begannen im Sommer 1901. Dabei ergaben sich erhebliche Verzögerungen, weshalb die Ausstellung um ein Jahr verschoben werden musste.
Am 30. April 1904 versammelten sich rund 200.000 Menschen vor dem Eingang, um der Eröffnung beizuwohnen. Nach einer Rede von Kriegsminister William Howard Taft erklärte Gouverneur Francis die Ausstellung für eröffnet. Er schickte ein Funksignal nach Washington, D.C., wo Präsident Theodore Roosevelt im Weißen Haus per Knopfdruck die elektrischen Generatoren aktivierte.

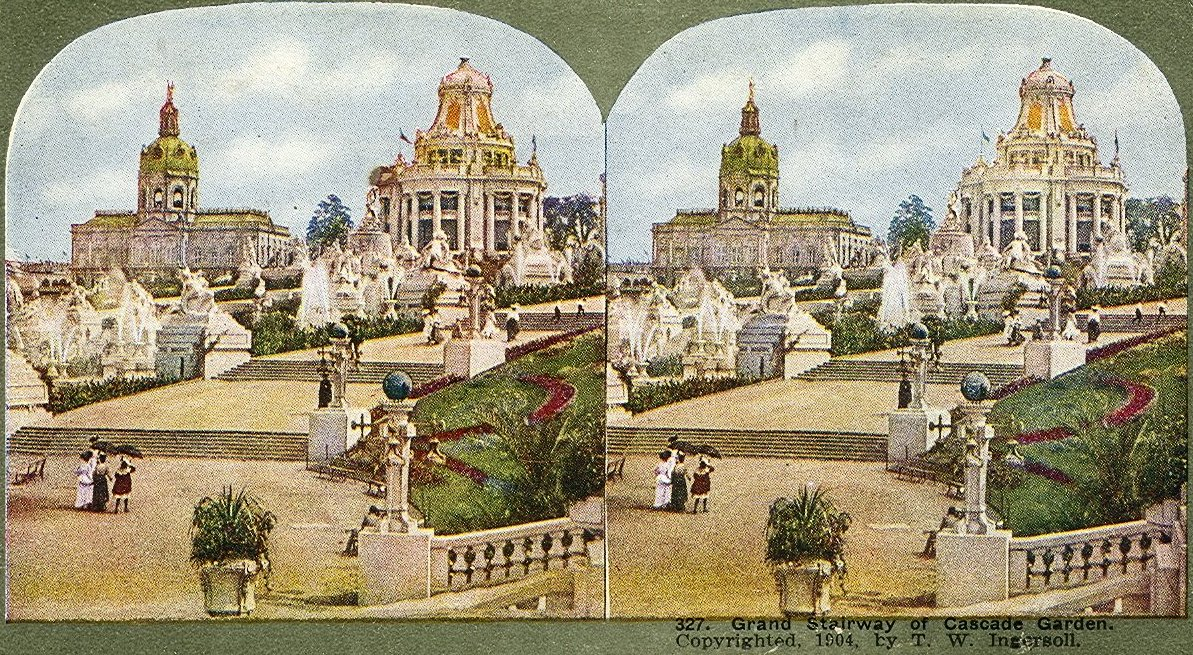
Das Deutsche Haus als Nachbildung des Schlosses Charlottenburg auf der Weltausstellung in St. Louis als Stereoskopie, 1904

Das 4,9 km² große, von Stadtplaner George Kessler (1862–1923) entworfene Ausstellungsgelände befand sich im heutigen Forest Park und auf dem angrenzenden Campus der Washington University, rund 10 km westlich des Stadtzentrums. Mit über 1500 Gebäuden, die durch 120 km Straßen und Gehwege miteinander verbunden waren, war es die bis dahin größte Ausstellung der Welt. Es gab 15 Fachausstellungen in „Palästen“ sowie Ausstellungspavillons von 62 Staaten, der Bundesregierung und von 43 der damals 45 US-Bundesstaaten. Das Deutsche Reich war beispielsweise mit einem Nachbau des Schlosses Charlottenburg vertreten.
Präsentiert wurden verschiedene Industriezweige, Städte, private Organisationen und Unternehmen, Theatergruppen und Musikschulen. Hauptattraktion war ein riesiger Vergnügungspark mit einem 80 Meter hohen Riesenrad, das George Washington Gale Ferris für die Weltausstellung 1893 in Chicago gebaut hatte. Zur Ausstellung gehörten auch eine Völkerschau, bei der über 1.100 Menschen zur Schau gestellt wurden, ein Hagenbeck-Zirkus, Nachbildungen der Stadt Jerusalem und der Tiroler Alpen sowie ein „philippinisches Reservat“, in dem „primitive Stämme“ zur Schau gestellt wurden; ein weiteres „Ausstellungsobjekt“ war der Pygmäe Ota Benga.

## Architekten

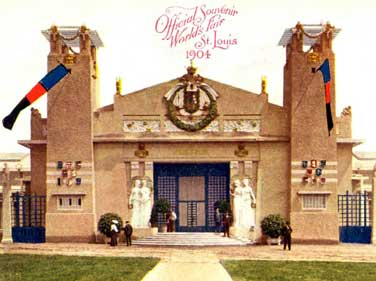
Österreichischer Pavillon

Kessler, der zahlreiche Stadtparks in Texas und im Mittleren Westen entworfen hatte, war für die Gestaltung des Ausstellungsgeländes im Forest Park von St. Louis zuständig. 1901 wählte das für die Architektur zuständige Mitglied des Organisationskomitees Emmanuel Louis Masqueray als Verantwortlichen für die Gestaltung. In seiner dreijährigen Amtszeit entwarf er den Landwirtschaftspalast (Palace of Agriculture), den Palast der Forstwirtschaft, Fischerei und Jagd (Palace of Forestry, Fish, and Game), die Wasserspiele (Cascades), die Kolonnaden, den Palast des Gartenbaus (Palace of Horticulture) und den Palast des Verkehrs (Palace of Transportation).
Zahlreiche dieser Gebäude dienten im Zuge der City-Beautiful-Bewegung in anderen Städten als Vorbild für neue Bauwerke. Kurz nach Eröffnung der Ausstellung trat Masqueray zurück, nachdem er von Erzbischof John Ireland beauftragt worden war, in St. Paul (Minnesota) eine neue Kathedrale zu bauen.

## Gebäude

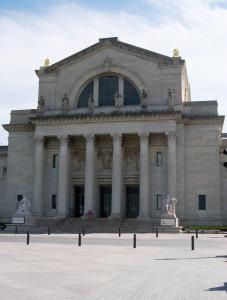
St. Louis Art Museum

Wie bei der Weltausstellung 1893 in Chicago waren mit wenigen Ausnahmen alle Gebäude der Louisiana Purchase Exposition temporäre Bauten. Die neoklassizistischen Ausstellungshallen bestanden aus einem Material namens „staff“, eine Mischung aus Putz und Hanffasern. Wie in Chicago waren die Gebäude in St. Louis mit Fortschreiten der Ausstellung einem sichtbaren Zerfallsprozess ausgesetzt.
Der Palast der Künste (Palace of Fine Arts), entworfen vom Architekten Cass Gilbert, wies einen großen Skulpturen-Innenhof auf, der den Caracalla-Thermen in Rom nachempfunden war. Das dreistöckige Gebäude auf der Spitze des Hügels Art Hill ist das heutige Saint Louis Art Museum.
Das Verwaltungsgebäude der Ausstellung ist die heutige Brookings Hall, ein markantes Gebäude auf dem Campus der Washington University. Eine exakte Kopie dieses Gebäudes wurde an der 1905 gegründeten Northwest Missouri State University in Maryville (Missouri) errichtet. Auch der Grundriss der dortigen umgebenden Gärten entspricht dem Vorbild. Die Voliere des Zoos von St. Louis stand anfangs auf dem Ausstellungsgelände, ebenso die Vulkanstatue, die größte gusseiserne Statue der Welt, die heute in Birmingham (Alabama) steht.

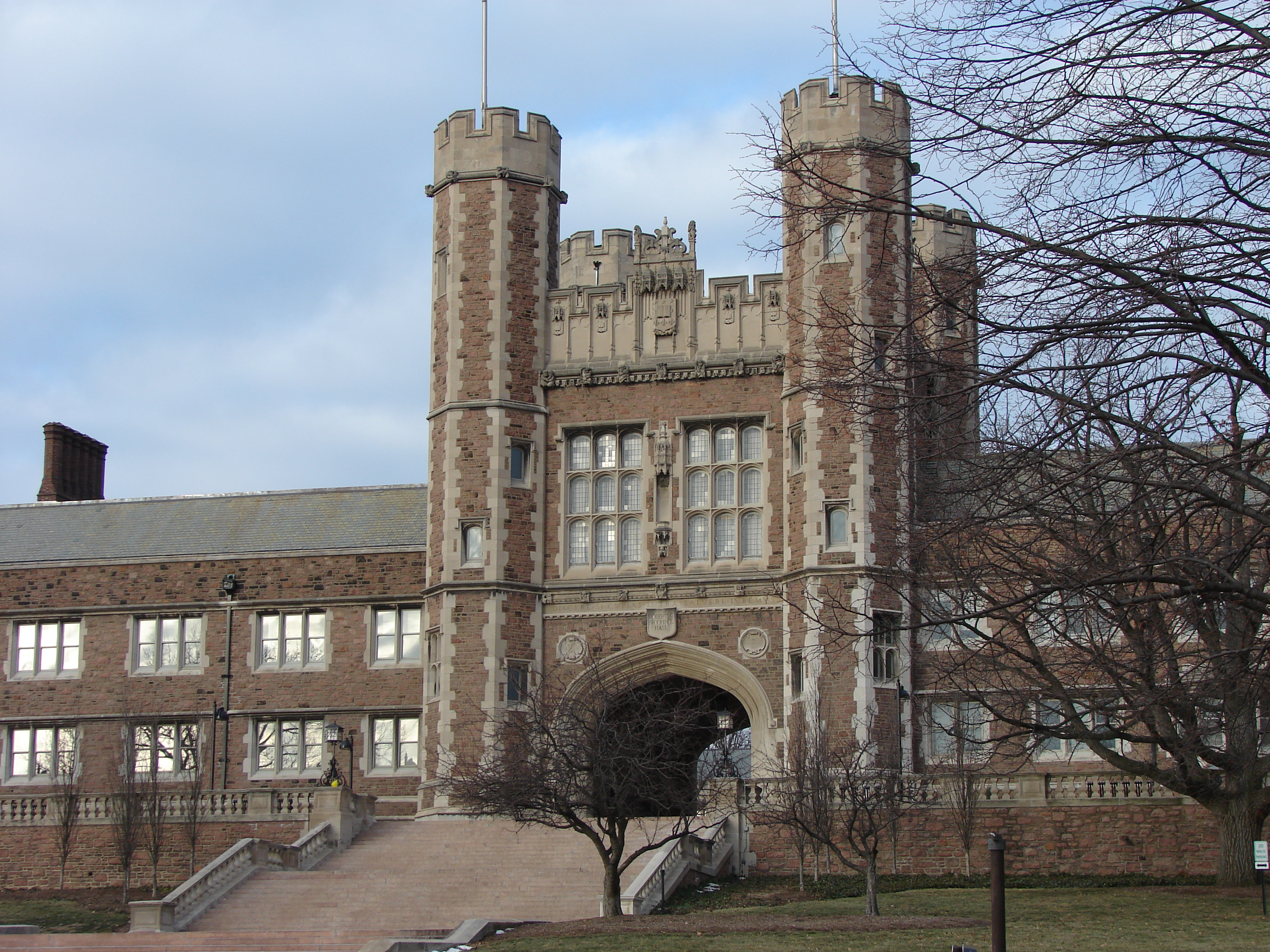
Brookings Hall

Der Ausstellungspavillon des Staates Missouri war eigentlich für eine permanente Weiternutzung gedacht, doch das Gebäude brannte am 18. November 1904 nieder. Man verzichtete auf einen Wiederaufbau, da die Ausstellung ohnehin knapp zwei Wochen später endete.
In der Festivalhalle stand damals die weltweit größte Orgel, gebaut von der Los Angeles Art Organ Company. Die Orgel wurde später eingelagert und schließlich 1909 von John Wanamaker für seine Kaufhausfiliale in Philadelphia gekauft, wo sie als Wanamaker-Orgel Berühmtheit erlangte.
Das 1913 vollendete Jefferson Memorial Building wurde neben dem Haupteingang der Ausstellung gebaut. Das Gebäude erinnert an Thomas Jefferson, der 1803 die Louisiana Purchase initiiert hatte. Darin wurden die Aufzeichnungen und Archive der Ausstellung gelagert. Heute befindet sich hier das Missouri History Museum.

## Völkerschau

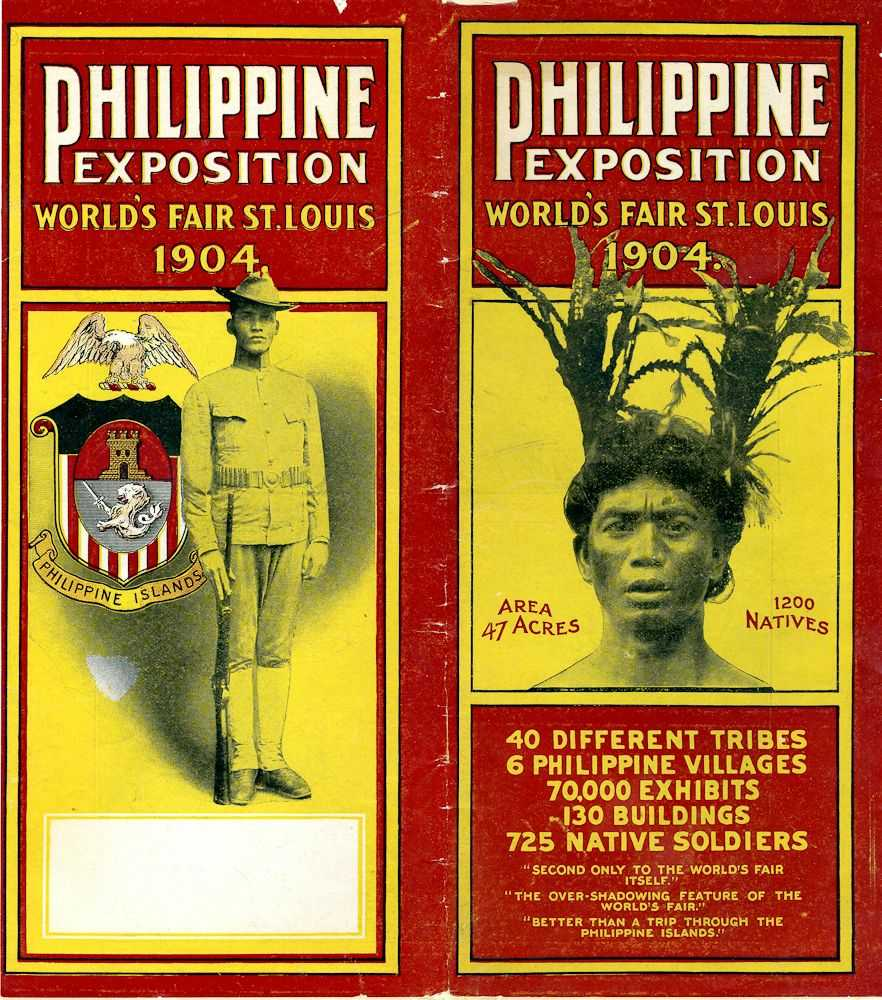
Werbeflyer für die Völkerschau

Bei verschiedenen Völkerschauen im Rahmen der Weltausstellung wurden Kulissen für etwa 2.000 indigene Menschen errichtet. Damit handelt es sich gemessen an der Zahl der zur Schau gestellten Menschen um die größte Völkerschau, die jemals veranstaltet wurde. Im sogenannten philippinischen Reservat am östlichen Rand des Ausstellungsgeländes wurden über 1.100 Menschen zur Schau gestellt, darunter hauptsächlich Filipinos, darunter auch eine Gruppe von Igorot (ein indigenes Volk auf der philippinischen Insel Luzon). Die Menschen wurden in vier separierten Dörfern ausgestellt, in denen der unterschiedliche Entwicklungsstand ihrer „Zivilisierung“ inszeniert wurde. Andere indigene Gruppen waren Patagonier, eine Alaska-Ausstellung sowie Apachen des amerikanischen Südwestens. In St. Louis wurde der zwanzigjährige Kongolese Ota Benga als vermeintlicher Kannibale zur Schau gestellt und avancierte „zum unumstrittenen Star“ der Kolonialausstellung. Während der Ausstellung wurde die Hütte der Gruppe aus dem Kongo zum Ziel von Angriffen durch die Zuschauer. Zum Teil organisierten die Länder-Pavillons auch Völkerschauen – wie beispielsweise Japan.
Die Völkerschauen während der Louisiana Purchase Exposition sollten die amerikanische Kolonialpolitik legitimieren. Ein Teil der indigenen Menschen mussten während der „anthropologischen Tage“ auch bei Olympischen Wettkämpfen teilnehmen, wo sie unter unfairen Bedingungen mitkämpfen mussten, womit die Überlegenheit der übrigen Wettkämpfer unter Beweis gestellt werden sollte. Viele der ausgestellten Personen wurden unter problematischen Bedingungen verschleppt, und einige überlebten die Völkerschau nicht. Grabstätten auf zwei Friedhöfen in St. Louis waren im Voraus vorbereitet worden, traditionelle Bestattungspraktiken waren dort jedoch nicht erlaubt.

## Neue Lebensmittel
Zahlreiche neue Lebensmittel sollen während der Weltausstellung erfunden worden sein. Gesichert scheint, dass hier erstmals Speiseeis-Waffeln der Öffentlichkeit präsentiert wurden. Eher zweifelhaft scheint diese Behauptung im Falle von Hamburgern, Eistee, Zuckerwatte und Erdnussbutter zu sein. Allerdings wurden diese Lebensmittel während der Ausstellung einer breiten Öffentlichkeit vorgestellt und dadurch populär. Dr Pepper begann hier den landesweiten Vertrieb seines koffeinhaltigen, kohlensäurehaltigen Erfrischungsgetränks.

## Technische Neuerungen

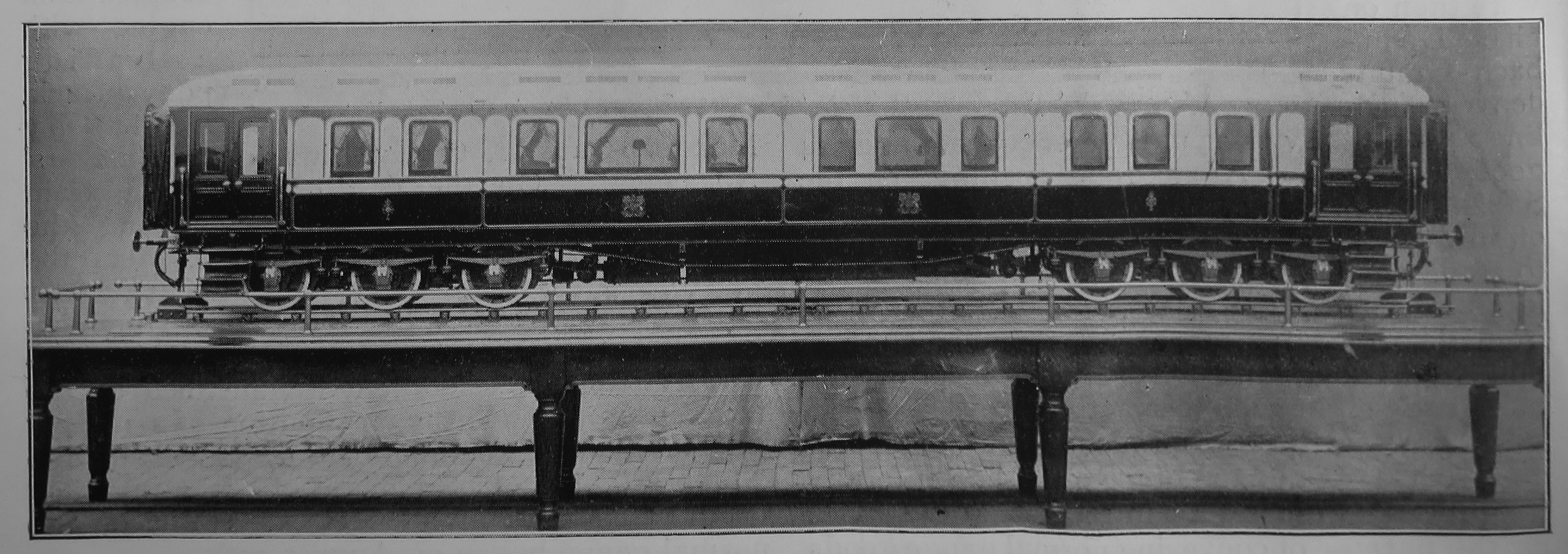
Modell der LNWR von deren Salonwagen für König Edward VII. für die Ausstellung

Auf der Weltausstellung in St. Louis hatte die de Forest-Gesellschaft sieben Funkstationen aufgebaut. Die größte davon befand sich auf einem 91,5 m hohen Turm, der mit einem Personenaufzug und einer Plattform in 30,5 m Höhe ausgestattet war. Im November 1904 wurden von hier aus erstmals Nachrichten mit einem in 800 bis 1.500 Fuß Höhe befindlichem Luftballon ausgetauscht. David Francis, der Präsident der Louisiana Purchase Exposition, eröffnete die Weltausstellung in St. Louis durch Auslösung eines telegraphischen Signals in das Weiße Haus zu Präsident Theodore Roosevelt.
Auf der Weltausstellung in St. Louis von 1904 war der erste Photo-Automat im Einsatz.

## Olympische Spiele
Im Rahmen der Weltausstellung fanden auch die Olympischen Spiele 1904 statt, die ersten in den Vereinigten Staaten. Diese Spiele waren ursprünglich nach Chicago vergeben worden. Als jedoch St. Louis drohte, eine Konkurrenzveranstaltung durchzuführen, wurden diese verlegt. Dennoch stießen die sportlichen Wettkämpfe, da sie über mehrere Monate verteilt waren, nur auf geringes Interesse der Besucher. Wegen der hohen Reisekosten reisten viele europäische Athleten gar nicht erst an, ebenso wenig Pierre de Coubertin, der Begründer der modernen Olympischen Spiele.

## Miniatureisenbahn

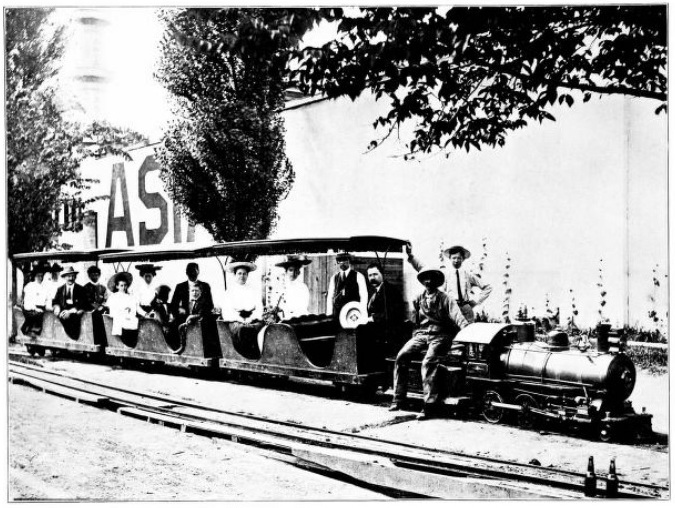
Parkeisenbahn der Gebrüder Cagney

Die Gebrüder Cagney führten auf dem Ausstellungsgelände eine Parkeisenbahn vor, die von echten, maßstabsgerecht verkleinerten Dampflokomotiven angetrieben wurden, die mit Kohle beheizt wurden. Sie konnten bis zu 30 Fahrgäste transportieren – sowohl Kinder als auch Erwachsene. Timothy Cagney wurde als Präsident und Peter McGarigle als Chefingenieur aufgeführt. Sie betrieben die 13 km lange Miniatureisenbahn vom 30. April bis zum 1. Dezember 1904 mit zwanzig 4-4-0-Lokomotiven mit 15 Zoll (381 mm) Spurweite und vier 4-4-0-Lokomotiven mit 22 Zoll (559 mm) Spurweite als öffentliche Verkehrsmittel auf dem Messegelände.
Die beiden Strecken führten über unterschiedliche Gebiete des Ausstellungsgeländes: Ein 1,6 km langer Streckenabschnitt führte außerhalb der Street of Concessions dem Pike entlang. Er lag neben dem Granit-gepflasterten Lindel Boulevard. Ein anderer führte auf dem Olympia Way von der Skinker Road bis zur Model Indian School. Er bediente das Philippino-Reservat in der Nähe des Landwirtschaftspalastes.

## Nachstellung des Burenkriegs

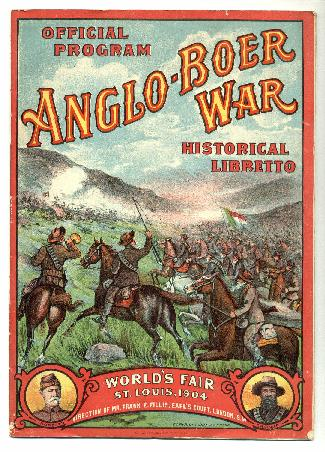
Offizielles Programm der Burenkrieg-Nachstellung

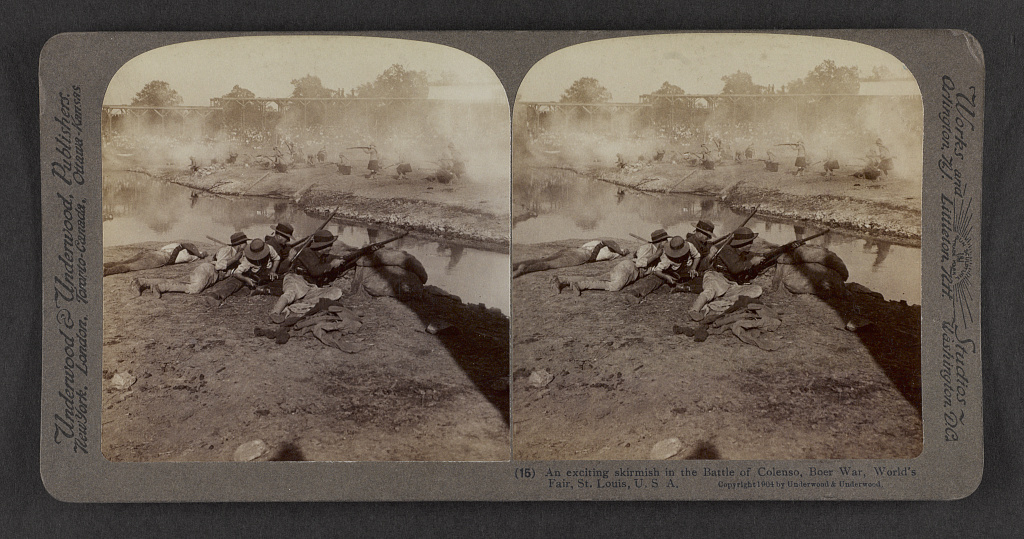
Re-Enactment der Schlacht von Colenso im Zweiten Burenkrieg (1899–1902) auf der World’s Fair (Louisiana Purchase Exposition) in St. Louis 1904, Stereo-Fotografie von Underwood & Underwood

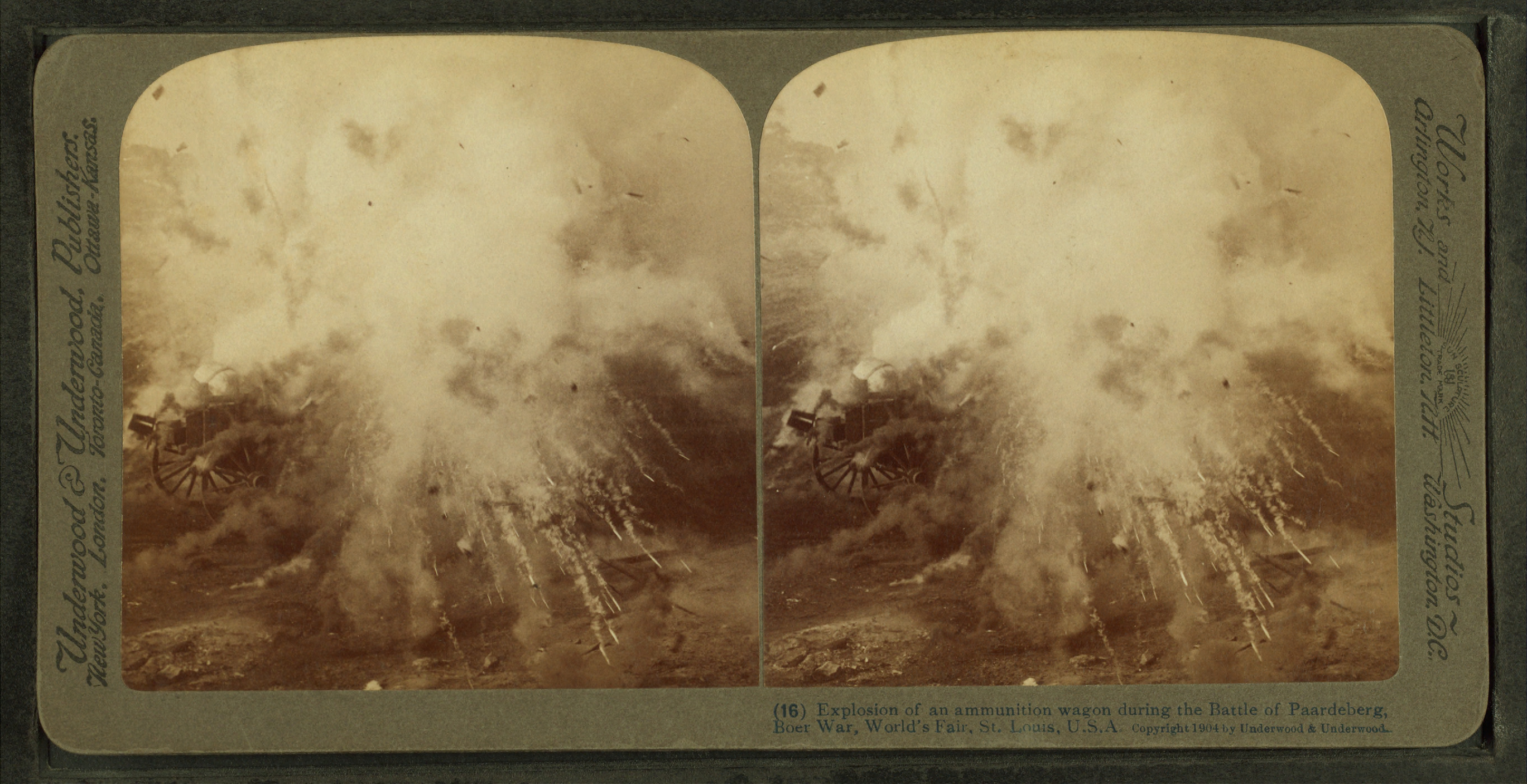
Explosion eines Munitionswagens in einem Re-Enactment der Schlacht von Paardeberg im zweiten Burenkrieg (1899–1902) auf World's Fair in St. Louis 1904, Stereo-Fotografie von Underwood & Underwood

Eine der beliebtesten Attraktionen war die Nachstellung des Burenkriegs, das die Organisatoren als „das großartigste und realistischste militärische Spektakel der Weltgeschichte“ anpriesen. Vorhanden waren ein Lager der britischen Armee, verschiedene Dörfer der einheimischen Völker (darunter Zulu, San, Swasi und Ndebele) und ein 15 Acres großes Gelände, in denen Soldaten paradierten, Sportwettkämpfe und Pferderennen ausgetragen und zweimal täglich Schlachten des Burenkriegs nachgestellt wurden.
Diese Reenactments dauerten zwei bis drei Stunden, mit der Beteiligung von zwei bis drei Generälen und 600 Veteranen beider Kriegsparteien. Am Ende der Show flüchtete Burengeneral Christiaan De Wet jeweils per Pferd und sprang aus einer Höhe von zehn Metern in ein Wasserbecken.

## Bekannte Besucher
John Philip Sousa und seine Band spielten am Eröffnungstag sowie an weiteren Ausstellungstagen. Tom Turpin veranstaltete einen großen Ragtime-Wettbewerb und Scott Joplin komponierte das Ragtime-Stück The Cascades eigens für die Wasserspiele der Weltausstellung im Grand Basin.
Präsident Theodore Roosevelt, der die Louisiana Purchase Exposition aus der Ferne eröffnet hatte, kam erst nach seiner Wiederwahl im November 1904 nach St. Louis, da er die Ausstellung nach eigenen Aussagen nicht für politische Zwecke nutzen wollte. Die Schriftstellerin Helen Keller, die in diesem Jahr am Radcliffe College graduiert hatte, hielt eine Vorlesung im Hauptauditorium. Max Weber, einer der Gründungsväter der Soziologie, besuchte, gemeinsam mit seiner Frau Marianne, die Weltausstellung und hielt am 21. September 1904 einen Vortrag über ländliche Gemeinschaften, er traf auch den Maler Max Schlichting, dessen Werk Strandvergnügen (Pleasures of the Beach) auf der Ausstellung zu sehen war.

## Auszeichnungen

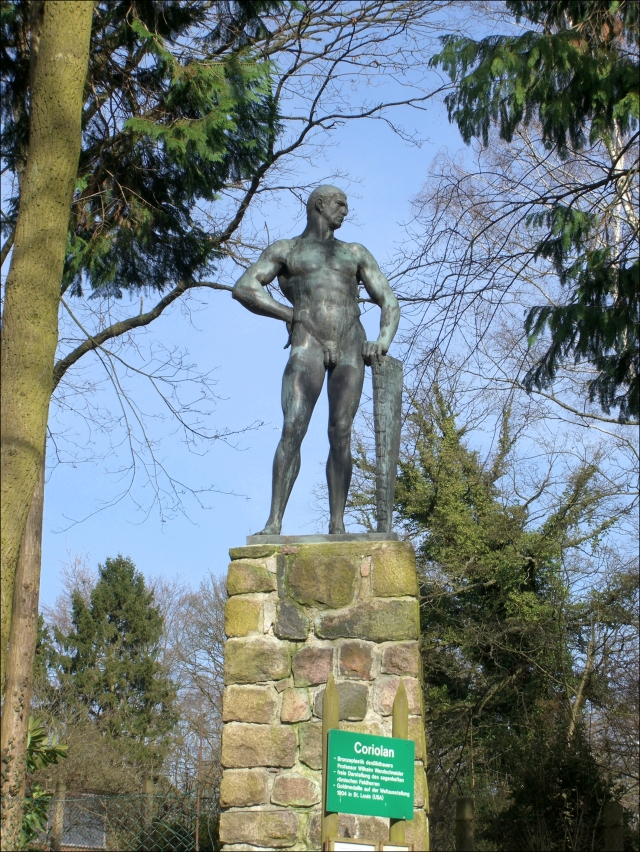
Coriolan von W. Wandschneider (Goldmedaille)

- „Naturalien- und Lehrmittelanstalt Ernst A. Böttcher“ (Goldmedaille)
- Otto Stichling – Grosse Goldmedaille für zwei Brunnengruppen[13]
- Louis Scherf – Goldmedaille in der Kategorie Malerei / Plattenporzellanmaler[14]
- Wilhelm Wandschneider – Goldmedaille in der Kategorie Bildhauerei/Skulptur (für Bronzeplastik „Coriolan“)
- Gebrüder Mollenhauer Goldmedaille für Musikinstrumente (Flöten)[15]
- Adolf Hildenbrand Bronzemedaille für den Entwurf einer Eisenbahnlampe
- Hans von Heider, Silbermedaille, Porzellan-Kaffee-Service, Ausf. Buckauer Porzellanmanufaktur
- Carl Vincenti, Silbermedaille, Fotografien aus Deutsch-Ostafrika[16]